# 形容动词
形容动词，是日语一类不同于其他语言词汇体系的特殊词汇。形容动词在日语中是一类单独的词性，是具有形容词意义的一种用言，属于实词，有活用变形。
从起源来看，形容动词應該是从平安时代创造出来、针对当时日本固有形容词无法形容的情况、而改用包含相应意思的名词为词干、以「名词+にあり / とあり」的形式來当作形容词使用的詞彙，但其词尾的にあり或とあり須按动词的方式活用（后来转变成なり / たり，なり对应现在的だ / である活用，たり对应现在的たる / と活用），所以从用法和活用两方面结合命名为形容动词。

## 争议
上述定义是采用了现行日语学校文法的分类。由于日语目前为止没有较为统一整合的语法体系，非学校文法认为从词汇意义来看，形容词和所谓的形容动词表达的都是对某种性质和状态的描述，而同样的意义竟然会有不同的词性，因此反对将形容动词列为一类单独的词性。但是从活用与词尾变形来看，形容动词又确实不同于形容词，所以目前大多数的看法都将认可形容动词这种词性。如：松下文法，时枝语法，日语词典『広辞苑』。由于性质认定的不同，也出现了在日本之外有不同的翻译和理解。
- “形容动词”这一术语是在1898年大槻文彦的 『庄日本文典别韶』中出现的,不过它讲的就是今天通称的“形容词”。1904年,在芳贺矢一的『中等教科明治文典』中,第一次出现了现在意义的“形容动词”[2]。意为兼具形容词的意义和动词的活用。
- 由于中国与日本同属汉字文化圈，所以很多词汇若出现汉字，而所理解的意思性质没有太大出入时，可以借用。因此中文照称之为“形容动词”。
- 英文起初将形容动词翻译为Na-adjective（な形容詞），之后由于发现形容动词与名词有诸多相似性，故现在称之为Adjectival noun（形容词性名词）

## 活用
| 未然形 | 連用形           | 終止形 | 連体形 | 假定形 | 命令形 |
| ------ | ---------------- | ------ | ------ | ------ | ------ |
| －だろ | －だっ －で －に | －だ   | －な   | －なら |        |